# Kakufuku-Krieg
Der Kakufuku-Krieg (japanisch 角福戦争 Kakufuku sensō) war ein Machtkampf in der regierenden Liberaldemokratischen Partei (LDP) Japans zwischen Tanaka Kakuei (Tanaka-Faktion) und Fukuda Takeo (Fukuda-Faktion) in den 1970er- und frühen 1980er-Jahren. Höhepunkte der Auseinandersetzung waren die Wahlen zum Parteivorsitz 1972 und 1978, der „Vierzigtägige Streit“, als Fukudas Anhänger nach dem LDP-Mehrheitsverlust bei der Unterhauswahl 1979 gegen die von Tanaka gestützte Parteiführung unter Ōhira Masayoshi (Ōhira-Faktion) für Fukuda als Premierminister stimmten, sowie das durch das Fernbleiben von Fukudas Anhängern erfolgreiche Misstrauensvotum und die resultierende Unterhausneuwahl 1980, bei der Ōhira im Wahlkampf einen Erschöpfungstod starb.

## Hintergrund
Tanaka und seine Faktion gehörten zur sogenannten „konservativen Hauptströmung“ (ehemalige Liberale Partei, Yoshida-Anhänger), die nach der Parteigründung 1955 zunächst in der Minderheit war, aber 1960 die Parteiführung übernahm. Ab Tanakas Amtszeit als Parteivorsitzender und Premierminister (1972–1974) galt er über Jahre als der einflussreichste Politiker in der Partei – von Medien auch als „Schatten-Shōgun“ der japanischen Politik bezeichnet. Die Fukuda-Faktion dagegen umfasste einen großen Teil der „konservativen Nebenströmung“ (ehemalige Demokratische Partei, Hatoyama-Anhänger). Nach der LDP-Wahlniederlage 1976 wurde Miki Takeo mit Unterstützung Tanakas und der anderen LDP-Führungspolitiker abgelöst und Fukuda ohne Gegenkandidat Parteivorsitzender. Er unterlag aber bei der Wahl zum Parteivorsitz 1978 – erstmals mit den neu eingeführten landesweiten Vorwahlen – dem nun von der Tanaka-Faktion gestützten Ōhira Masayoshi.
Während innerparteiliche Konflikte in der japanischen Politik häufig sind – z. B. die Machtkämpfe zwischen Hatoyama und Yoshida in der Nachkriegszeit, der „KK-Krieg“ zwischen Katō Kōichi und Kōno Yōhei der 1990er oder das „Postparlament“ von 2005, als Koizumi Jun’ichirō Gegner seiner Postprivatisierung aus der LDP ausschloss –, bildete der Kakufuku-Krieg einen Höhepunkt in Ausmaß und Dauer zu einer Zeit, als unter anderem die Folgen der Ölkrise und des Lockheed-Skandals erstmals die LDP-Mehrheit insgesamt gefährdeten.